# Erwin Wurm

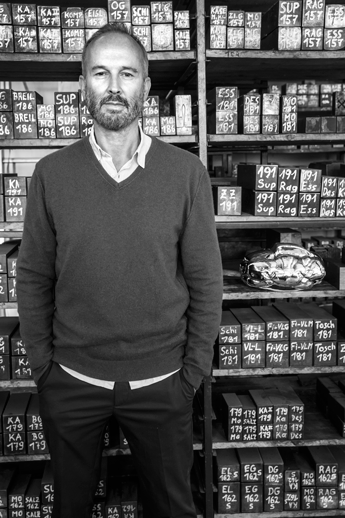
Erwin Wurm, 2014.

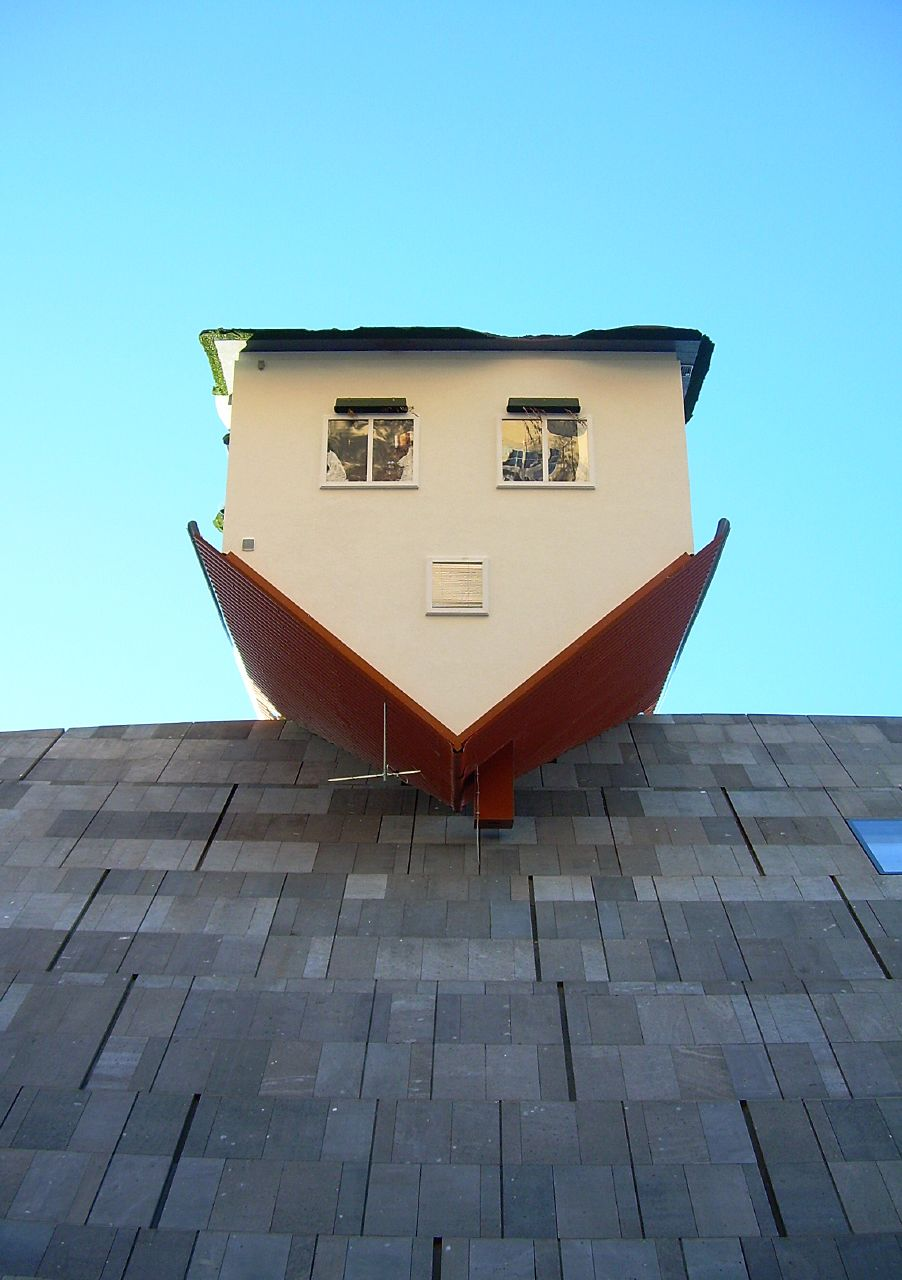
Hus på Museum Moderner Kunst (MUMOK) i Wien.

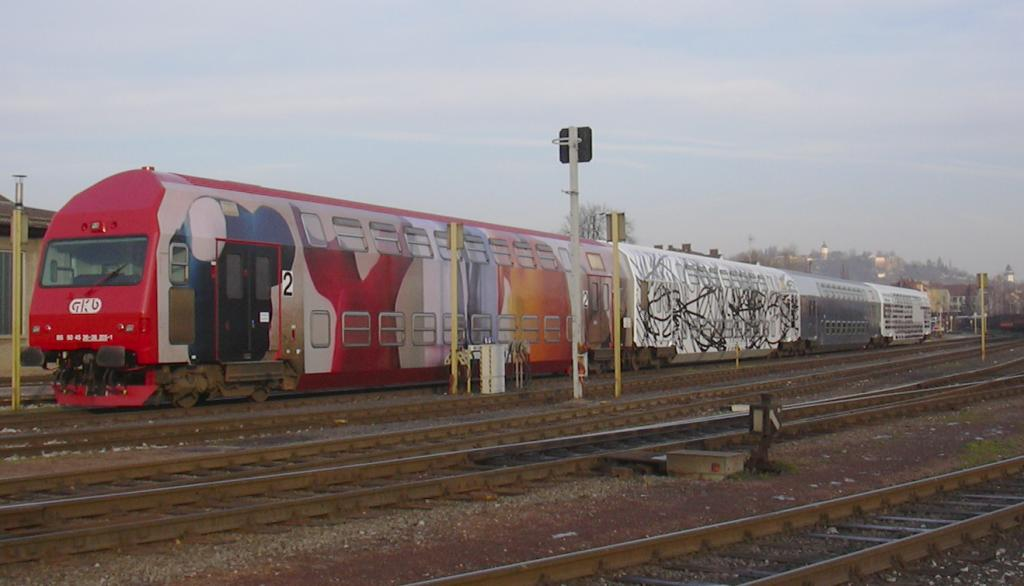
Målning på tåg på Graz Köflacher Bahn, Graz 2003 (Erwin Wurm första tågdelen).

Erwin Wurm, född 27 juli 1954 i Bruck an der Mur, är en österrikisk skulptör.
Erwin Wurm utbildade sig 1977-79 på Universität Mozarteum Salzburg och 1979-82 på Hochschule für angewandte Kunst & die Akademie der bildenden Künste i Wien.
Åren 2002-10 var han professor i skulptur och multimedia på Institut für Bildende und Mediale Kunst vid Universität für Angewandte Kunst Wien.
Sedan sent 1980-tal har han arbetat med en pågående serie  "One Minute Sculptures", i vilka han placerar sig själv och sina modeller i oväntat förhållande till vardagsobjekt för att stimulera betraktaren att ifrågasätta innebörden av skulpturbegreppet. Eftersom skulpturerna är kortvariga och avsedda att vara spontana, kan de bara förevigas på film eller som stillbildsfoto.